# تیقرین
تیقرین یک منطقهٔ مسکونی در الجزایر است که در ناحیه ثنیه واقع شده‌است. تیقرین ۲٫۳ کیلومتر مربع مساحت دارد ۴۳۰ متر بالاتر از سطح دریا واقع شده‌است.